# Trpčane
Trpčane este o localitate din comuna Ilirska Bistrica, Slovenia, cu o populație de 122 de locuitori.